# Paralinhomoeus conspicuus
Paralinhomoeus conspicuus is een rondwormensoort uit de familie van de Linhomoeidae. De wetenschappelijke naam van de soort is voor het eerst geldig gepubliceerd in 1957 door Gerlach.